# Cryptocentrus koumansi
Cryptocentrus koumansi es una especie de peces de la familia de los Gobiidae en el orden de los Perciformes.

## Morfología
Los machos pueden llegar a alcanzar los 4,5 cm de longitud total.

## Distribución geográfica
Se encuentra desde Fiyi hasta las Islas Yaeyama, el norte de la Gran Barrera de Corale Islas Marianas (Micronesia ).

## Observaciones
Es inofensivo para los humanos.